# Лингуа, Марко
Марко Лингуа (итал. Marco Lingua; род. 4 июня 1978, Кивассо, Пьемонт) — итальянский легкоатлет, специалист по метанию молота. Выступал за сборную Италии по лёгкой атлетике в 2000-х и 2010-х годах, победитель Кубка Европы по зимним метаниям, многократный чемпион и призёр первенств национального значения, участник двух летних Олимпийских игр.

## Биография
Марко Лингуа родился 4 июyя 1978 года в коммуне Кивассо провинции Турин.
Начал заниматься лёгкой атлетикой в местном клубе в возрасте 16 лет, продолжил тренироваться во время службы в Военно-воздушных силах Италии. На протяжении большей части карьеры представлял клуб G.S. Fiamme Gialle из Рима.
Впервые заявил о себе на взрослом международном уровне в сезоне 2006 года, когда вошёл в основной состав итальянской национальной сборной и выступил на чемпионате Европы в Гётеборге, где в метании молота закрыл десятку сильнейших.
В 2008 году впервые одержал победу на чемпионате Италии, занял первое место на Кубке Европы по зимним метаниям в Сплите, тогда как на соревнованиях в польском Быдгоще установил свой личный рекорд — 79,97 метра. Благодаря череде удачных выступлений удостоился права защищать честь страны на летних Олимпийских играх в Пекине — в программе метания молота на предварительном квалификационном этапе провалил все три свои попытки, не показав никакого результата. Также в этом сезоне отметился выступлением на Всемирном легкоатлетическом финале в Штутгарте, где стал шестым.
В 2009 году получил серебро на Кубке Европы по зимним метаниям в Лос-Реалехосе и на Всемирном военном чемпионате в Софии.
На чемпионате Европы 2012 года в Хельсинки в финал не вышел.
В 2015 году принимал участие в чемпионате мира в Пекине, но так же остановился на предварительном квалификационном этапе.
В 2016 году взял бронзу на Кубке Европы по метаниям в Араде, был десятым на чемпионате Европы в Амстердаме. Выполнив олимпийский квалификационный норматив (77,00), благополучно прошёл отбор на Олимпийские игры в Рио-де-Жанейро — здесь в метании молота, как и на предыдущих своих Играх, провалил все попытки.
После Олимпиады в Рио Лингуа остался действующим спортсменом на ещё один олимпийский цикл и продолжил принимать участие в крупнейших международных стартах. Так, в 2017 году он выступил на чемпионате мира в Лондоне, став в финале десятым.
В 2018 году метал молот на чемпионате Европы в Берлине.